# 渋谷女子大生誘拐事件
渋谷女子大生誘拐事件（しぶやじょしだいせいゆうかいじけん）は、2006年（平成18年）6月26日に東京都渋谷区で発生した誘拐事件。

## 経過

### 事件発生
美容外科医で、池田ゆう子クリニックの院長を務める池田優子の長女（当時21歳で、大学4年生）が、渋谷区の自宅から通学のため外出した26日午後0時25分ごろ、男性2人から強引にワゴン車に無理矢理連れ込まれ、誘拐された。この際に目撃者が2名おり1名が110番、1名が近所の交番に目撃情報を申し出た。
犯人たちから、池田優子あてに身代金3億円を要求する電話が計14回かかり、「警察に通報すれば殺す」といった脅迫も受ける。池田は自身の母に相談を行い、母から相談を受けた池田の兄が警察に通報、警察はマスコミに対し報道協定を結び、事件が外部に漏れないように対応した。

### 逮捕
同日午後5時ごろ、警察は誘拐した男たちが利用していたワゴン車と同じナンバーの車を神奈川県川崎市中原区の路上で発見。翌日の6月27日午前0時過ぎに川崎駅付近でこのワゴン車を運転している中国国籍の無職の男X（当時29歳）と韓国国籍の電気工の男Y（当時54歳）の2名を監禁、誘拐容疑で逮捕した。
両被疑者逮捕により被害者の居所が判明し、同日午前1時25分ごろに中原区のマンションに警察が強行突入。マンション室内にいたマカロフ拳銃で武装した元韓国籍で帰化し日本人となった無職の男Z（当時49歳）と銃撃戦となるも、被害者を無傷で解放した。その際、犯人が発砲した銃弾が警官の顔をかすめたが、幸い頭部に軽い怪我を負う軽傷で済んだ。

### 犯行に及んだ理由
事の発端はXが池田優子が出演していたテレビ番組で、高額所得者で豪邸に住んでいる姿をみて、大金を奪い取れると思って誘拐事件を計画したのが始まりである。その後、Xは数年来の飲み仲間であったZに犯行を持ちかけた。これを承諾したZは事件の数日前、Yに事件の計画を知らせることなく自動車の運転と手配を依頼した。また、彼ら3人は千葉、埼玉、静岡で3,000万円を奪う強盗を数件おこなっていたことも発覚し、強盗致傷でも逮捕された。

### 事件後
池田優子と被害者の長女は解放後、親子で記者会見をおこなっている。

## 裁判
2006年10月4日、東京地裁（小池勝雅裁判長）で初公判が開かれ、 X、Y、Zの3人はいずれも起訴事実を全面的に認めた。一連の裁判はX、Zが千葉県内の強盗致傷事件などで起訴されたため、X、ZとYの裁判が分離された。
2006年11月1日、Yに対する論告求刑公判で、検察側は「卑劣な犯罪と認識しながら、報酬ほしさから誘いに積極的に応じた」としてYに懲役15年を求刑した。
2006年12月11日、東京地裁でYに対する判決公判が開かれ、「娘を慈しみ、大切にしている親心につけ込んで、3億円という多額の身代金を要求した卑劣で悪質な犯行」としてYに懲役10年を言い渡した。判決では運転手役だったYについて「報酬欲しさから犯行に加わっており、酌むべき事情はない」と非難した。
2007年5月23日、X、Zに対する論告求刑公判で、検察側は「資産家の娘を白昼誘拐した犯行で世間を震撼させた」としてX、Zに無期懲役を求刑した。
2007年7月4日、東京地裁でX、Zに対する判決公判が開かれ、X、Zに求刑通り無期懲役の判決を言い渡した。判決では「拳銃を使った上、多数回にわたり不安、恐怖をあおって現金を要求するなど用意周到で、大胆、粗暴、危険な犯行。白昼の閑静な住宅街で女子大生を標的とし、近隣住民を不安に陥れるなど社会的影響も重大」と述べ、X、Zに対する情状酌量を認めなかった。
2007年12月26日、東京高裁（池田耕平裁判長）は「極めて卑劣な犯行。母娘が受けた精神的苦痛は計り知れない」としてX、Zに対する一審の無期懲役判決を支持、X、Z側の控訴を棄却した。
2008年4月22日、最高裁第二小法廷（今井功裁判長）はX、Z側の上告を棄却した。これによりX、Zの無期懲役が確定した。

## その他の波紋
容疑者らが「『世界バリバリ★バリュー』で池田優子がテレビなどで活躍している姿をみて犯行に及んだ」と供述したため、番組自体も波紋と論議を呼んだ。
納税者とその親族が窃盗・誘拐などの犯罪に巻き込まれる恐れやプライバシーの観点から後に長者番付制度を廃止する遠因となった。